# أولاد اعمارة (أولاد امحية)
أولاد اعمارة هو دُوَّار يقع بجماعة لحدار، إقليم آسفي، جهة مراكش آسفي في المملكة المغربية. ينتمي الدوّار لمشيخة أولاد امحية التي تضم 24 دوار. يقدر عدد سكانه بـ 146 نسمة حسب الإحصاء الرسمي للسكان والسكنى لسنة 2004.

## روابط خارجية
- البوابة الوطنية للجماعات الترابية
- المندوبية السامية للتخطيط